# Matchbox (entreprise)
Pour les articles homonymes, voir matchbox.
Matchbox est une marque de jouets - et anciennement de jeux de société - appartenant au groupe Mattel.

## Histoire
Le nom Matchbox apparaît en 1953 comme marque de la société britannique de jouets Lesney, fondée par Leslie Smith (6 mars 1918-26 mai 2005) et Rodney Smith. Les deux hommes n'étaient pas de même famille, malgré leur nom commun. Ils étaient amis d'école et avaient servi ensemble dans la Royal Navy pendant la Seconde Guerre mondiale.
L'entreprise est née, lorsqu’un collaborateur des Smith, John Odell, appelé « Jack », fabrique une miniature pour sa fille pour que celle-ci puisse facilement l’emmener à l’école. À l'époque, les enfants ne pouvait avoir qu'en classe des jouets de petite taille et qui se range dans une boite d'allumettes. C'est de là qu'est née l'idée de la voiture miniature ''Matchbox''. En 1955, le premier modèle commercialisé sera un petit rouleau compresseur, le ''Road Roller''. Inspiré du premier jouet Lesney à plus grande échelle. Un camion benne Euclid et une bétonnière ''Cement Mixer'' suivront par la suite avec quelques autres modèles.
Le nom Matchbox, est devenu le nom générique pour toute miniature mesurant approximativement 2,5 pouces (6,5 centimètres) de long, de la marque. Il servira de base pour les concurrents de la marque et pour la création éventuelle de l'échelle 3 inch (1/64).
Matchbox a toujours eu comme objectif de faire des répliques fidèles et très détaillé de vraies automobiles. Au fil des ans, la compagnie obtient plus de droits de licence et commence à créer des modèles des marques automobiles britanniques et européens comme MG, Jaguar, Vauxhall, Citroën et bien d'autres. Pour réaliser de telles miniatures, les concepteurs ont pris des photographies détaillées des modèles réels des voitures, obtenant même des plans originaux. Cela leur a permis de réaliser des modèles avec des niveaux de détail étonnamment élevés pour l'époque, malgré leur petite échelle et la technologie limitée. La taille des modèles permettait à Matchbox d’occuper une niche de marché à peine touchée par la concurrence ; l'avantage du prix associé a rendu les jouets abordables et a contribué à faire de « Matchbox » une référence pour les petites voitures miniatures.
En 1968, Matchbox était la marque de petites voitures moulées sous pression la plus vendue au monde. À cette époque, le modèle moyen de leur collection comportait des fenêtres en plastique, des intérieurs, des pneus (souvent avec des roues à disque séparées) et des accessoires occasionnels ; suspensions à ressorts ; pièces d'ouverture ; et mesurait environ 7 cm de long. Certains étaient même dotés d'une direction, y compris le système AutoSteer basé sur la pression qui a fait ses débuts en 1969. La gamme était très diversifiée, comprenant des camions, des bus, des tracteurs, des motos et des remorques ainsi que des véhicules de promenade que l'on croisait dans les rues.
Les trois marques dominantes dans le monde à l’époque, toutes de fabrication britannique (Dinky, Matchbox et Corgi), connaissent un grand succès. Chacune avait sa propre niche de marché et sa propre réputation, tandis que les innovations et les avancées de l'une étaient adoptées par les autres en quelques années. Chacune s'est également étendue dans une certaine mesure sur le territoire des autres, même si cela n'a jamais semblé affecter sérieusement les ventes de tous et chacun.
Dans le cadre des activités d'expansion de Lesney, quatre autres gammes de modèles ont été introduites au cours des années 1950 et 1960. Les Models of Yesteryear, introduits en 1956, étaient des interprétations de véhicules classiques de l'ère de la vapeur et des débuts de l'automobile. Ceux-ci mesuraient souvent environ 3½ à 4" de longueur. Des packs d'accessoires ont également été introduits en 1956 et comprenaient des pompes à essence, des garages, etc. Les packs majeurs, qui étaient des modèles à plus grande échelle, souvent de véhicules de construction, ont été ajoutés en 1957. La série King Size de camions et de tracteurs à plus grande échelle a été ajoutée en 1960 et a été diversifiée à partir de 1967 pour inclure des modèles de voitures particulières à une échelle similaire à celle utilisée par Corgi et Dinky. Les Major Packs avaient été absorbés dans la gamme King Size en 1968.

### Concurrence et difficultés
L'objectif principal de Matchbox a continué à être ses petites voitures. D'autres marques, dont Husky/Corgi Junior, Budgie et Cigar Box, ont tenté de concurrencer Matchbox, mais aucune n'a connu de succès jusqu'à ce que le géant américain du jouet Mattel introduise les fameuses Hot Wheels en 1968. Révolutionnaires petites voitures utilisant des essieux à faible friction, bien que moins fidèles à l'échelle et comportant souvent des véhicules fantastiques, ces petites automobiles Hot Wheels étaient très attrayants, peints dans des couleurs métalliques flamboyantes, vives et équipés de roues à bande décoratrice rouges de style course et de pneus de plastique. Leur grosse innovation, elles étaient rapides sur des petites pistes de course orange agencées. Elles étaient également commercialisées de manière agressive et avec de nombreux produits accessoires, tels que des circuits de course, des mallettes de rangement, des playsets et autres accessoires. La gamme Hot Wheels présentait souvent des modèles résolument américains comme des Camaro, Mustang, Corvette, Barracuda, etc. En 1969, un deuxième concurrent basé aux États-Unis, Johnny Lightning, entra sur le marché, et les ventes de Lesney aux États-Unis s'effondrent. Dans le même temps, l'autre grand marché (le Royaume-Uni) était également attaqué par des concurrents. Matchbox doit réagir et vite ! (ce qu'elle fera).
La réponse de Lesney à cela fut relativement rapide. Cependant, pas assez rapide pour éviter des soucis financiers majeurs. Elle crée la ligne Superfast.[2] Il s'agissait en fait d'une transformation de la gamme de 1969 pour inclure des roues à faible friction (au début étroites, car l'entreprise avait besoin de temps pour rééquiper la série pour accueillir des pneus larges), et souvent accompagnées de nouvelles couleurs. Le résultat fut, au début, une gamme étrange mais intéressante de voitures, camions et remorques à roues rapides. La transition de tous les modèles vers des roues Superfast fut pratiquement achevée en 1970. Des circuits de course et autres ont également été lancés pour permettre aux enfants de jouer avec leurs voitures comme les hot wheels. Ces changements ne plairont gère aux Lesneys, qui y verront une certaine perte de réalisme de leur miniatures avec ce changement drastique.
À partir de 1970 et surtout en 1971, de nouveaux modèles apparaitront avec des pneus plus larges, et les modèles plus anciens (y compris les camions encore en gamme) ont été rééquipés pour être équipés de roues à faible friction. La gamme King Size a été mise à jour de la même manière, y compris une division en Super Kings (principalement des camions, mais aussi avec des roues magnétiques) et Speed Kings (voitures). Une série éphémère de voitures électriques rechargeables, appelées Scorpions, a également été lancée pour concurrencer les produits similaires de Hot Wheels (Sizzlers) et Corgi (ElectroRockets).
Au milieu des années 1970, Matchbox redevient à nouveau une force sur le marché mondial, ayant achevé la transition et ayant même mis à jour sa gamme pour inclure des véhicules imaginaires destinés aux enfants. La série 1-75 a également été modifiée pour inclure les Rola-Matics (comportant des pièces mécaniques qui bougeaient lorsque le véhicule était déplacé) et les Streakers, ces derniers étant une tentative de rivaliser avec la dernière innovation de Hot Wheels, la ''tampographie'' sur le véhicule lui-même (technique qui consiste à imprimer un dessin ou un decalque permanent sur le véhicule à l'aide d'une machine spécialisée.
Dans les années 70, la boîte d'allumettes a laissé place au classique emballage, plastique et carton, utilisé par les autres marques, telles que Hot Wheels.
Le conditionnement en boîtes d'allumettes a été récemment réintroduit pour le marché des collectionneurs. À partir des années 1970, une gamme de maquette en plastique est apparue.

### Élargissement des gammes
Dans le but de tirer davantage parti de la popularité retrouvée de la marque Matchbox, une dernière période de grande expansion a commencé avec l'introduction de plusieurs nouvelles lignes, y compris la gamme d'avions Sky Busters (comprenant des avions privés, commerciaux et militaires actuels et historiques), les modèles militaires Battle Kings, les modèles navals Sea Kings, les modèles de science-fiction Adventure 2000 et la série Two Packs, qui revisite l'idée traditionnelle Matchbox d'un modèle et d'une remorque associée.
Malheureusement, les premiers concepts marketing de chars à peinture métallisée et de navires aux couleurs vives n'étaient pas conformes aux demandes du marché, et les modèles, dont beaucoup étaient assez bien fabriqués pour le prix, n'avaient généralement pas de succès. Les deuxièmes éditions des séries Battle Kings et Sky Busters ont été peintes dans des couleurs plus réalistes et ont été bien accueillies mais, à cette époque, des facteurs économiques généraux affectaient sérieusement la capacité de l'entreprise à réaliser des bénéfices sur les jouets fabriqués en Angleterre.
Parmi ces séries, seuls les Sky Busters et, dans une certaine mesure, les Two Packs ont survécu au fil du temps. La série Convoy de camions-remorques articulés (pour la plupart américains) était une émanation de la gamme Two Packs et se poursuit encore aujourd'hui sous diverses formes.
Un développement assez simple au cours de cette période – autant de nature philosophique que liée au produit – a déclenché un changement révolutionnaire sur le marché. La marque Matchbox était devenue la plus largement collectionnée de toutes les gammes de jouets moulés sous pression (voir ci-dessous, « Collectionneurs Matchbox »). Dans les années 1970, Lesney a commencé à rechercher des contacts avec les collectionneurs, en envoyant des représentants aux réunions de collectionneurs, en fournissant des informations aux différents clubs de collectionneurs et en sondant de manière informelle les intérêts des collectionneurs. Cela aboutit dans un premier temps à la création de plusieurs modèles destinés aux collectionneurs, comme un modèle d'Antan, la Ford Y‑1 Ford Model T noire.
Le succès de cette décision a conduit l'entreprise à placer dans la gamme Yesteryear des modèles de véhicules utilitaires (deux fourgons dans un premier temps, un Talbot et un autre Model T) qui ont été tampographiés avec des publicités d'époque pour des articles de marque tels que Lipton's Tea, Coca-Cola, ou Suze. Ces modèles étaient les premiers véhicules utilitaires de la série depuis les années 1950. Le concept s'est rapidement élargi pour inclure des éditions limitées de modèles réalisés pour des pays spécifiques (Arnott's Biscuits [Australie], Sunlight Seife [Allemagne]) ou à la demande spécifique d'entreprises telles que Nestlé's Milk, Taystee Bread et les grands magasins Harrods. Cet aspect de l'activité, appelé « promotionnel » – existait depuis les années 60, mais s'était solidement implanté dans la culture de l'entreprise dans les années 1970 avec de nombreux modèles, notamment un modèle 1-75, le no. 17 Autobus de Londres.
Il est immédiatement devenu évident que des modèles spéciaux de cette nature, à faible volume, étaient hautement désirables du point de vue du sponsor et des collectionneurs, et qu'ils étaient également rentables pour Matchbox. Le marché s'est développé rapidement, entraînant une augmentation des licences ainsi que le développement de modèles non plus destinés au marché des jouets pour enfants, mais plutôt au segment « premium » à marge plus élevée.

## Crise et difficultés financières
En raison du climat économique de l'époque au Royaume-Uni et du manque de succès de la marque Matchbox, même si toutes les gammes de base continuaient de se vendre correctement, l'entreprise se trouvait dans une situation financière difficile à la fin des années 1970. Matchbox a souffert au même titre que ses concurrents britanniques. Suivant les traces de Meccano (Dinky) et juste un an avant Mettoy (Corgi), Lesney déclare faillite en juin 1982 et fut mise sous tutelle. La marque « Matchbox », certains outils, moules et autres actifs ont ensuite été vendus au groupe Universal Toys et David Yeh.[2] Certains outils Matchbox sont devenus la propriété de Jack Odell, qui a continué à commercialiser des produits similaires à Matchbox Yesteryear sous la marque Lledo (le nom de famille d'Odell à l'envers), mais essentiellement Lesney et Matchbox avaient été vendus à Yeh et son groupe. Yeh a réorganisé Lesney et renommé le groupe « Matchbox International Ltd. », avec Yeh comme président et Jack Forcelledo comme président. Yeh a introduit le groupe en bourse sur le NYSE en 1986, avec une introduction en bourse réussie.
Bien que l'entreprise n'appartienne plus aux Britanniques, une production limitée s'est poursuivie en Angleterre jusqu'au milieu des années 1980, réutilisant de nombreux moules Lesney, mais la majeure partie de la production et de l'outillage a été transférée à Macao. C'est au cours de cette période que Matchbox a acquis les droits de la vénérée marque Dinky, peut-être la « mère de tous les objets de collection de voitures miniatures », et a réuni deux des noms les plus importants du moulage sous pression sous un même toit. De nouveaux modèles furent créés (parfois des matrices étaient également achetées auprès d'entreprises concurrentes) et la collection Dinky était née. Les modèles Dinky avaient tendance à être des classiques plus récents (en particulier les années 1950), tandis que les modèles d'antan avaient tendance à se concentrer sur des millésimes plus anciens. C'est également à l'ère universelle que le concept « Matchbox Collectibles » se développe (voir ci-dessous, « Matchbox Collectibles »).
En raison des coûts de main-d'œuvre élevés et du manque de travailleurs qualifiés à Hong Kong et à Macao, Universal a décidé de sous-traiter son moulage sous pression en Chine continentale. En avril 1984, la première entreprise de jouets en coentreprise Hong Kong-Shanghai, appelée Shanghai Universal Toys Co., Ltd. (généralement abrégée en SUTC/上海环球玩具有限公司), a été créée à Minhang, Shanghai. Yeh était le parti de Hong Kong, tandis que la Shanghai Toys Import & Export Company, la Shanghai Shang Shi Investment Company (le véhicule d'investissement appartenant au gouvernement de Shanghai), la Banque de Chine et Aijian Holdings étaient les actionnaires chinois. Le contrat CJV a été signé pour une durée de validité de 20 ans.
1985 a vu le premier lot de jouets Matchbox dont la base était moulée en « Chine ». Les matrices ont été importées à Shanghai depuis Macao jusqu'au début des années 1990, lorsque Macao a finalement cessé de produire des jouets Matchbox et a transféré sa production aux Philippines, à Taiwan et en Thaïlande. Aucune matrice n'a été conçue par SUTC, qui s'est limité à la peinture, à l'assemblage et à l'emballage des décalcomanies. En plus de son moulage de métal, SUTC possédait également une usine de kits et de composants en plastique, appelée Shanghai Universal Plastic Toys Company (généralement abrégée en SUPT/上海环球塑胶玩具有限公司). Les séries Motor City, Matchbox PK et de nombreux composants en plastique y ont été produits entre la fin des années 1980 et le milieu des années 1990. Parallèlement, Universal a également externalisé ses capacités de moulage sous pression dans le sud de la Chine. La société Yongtai Toys (永泰玩具有限公司) produisait des jouets Matchbox sous licence d'Universal, mais sans investissement en immobilisations.
L'usine Matchbox/Lesney était une entreprise importante à Homerton, Londres oriental, bien qu'en 1990 la société déménagea à Rugby, dans le Warwickshire aux West Midlands.

## Matchbox passe au groupe Mattel
En 1992, Universal cherchait également un acheteur. En mai 1992, elle vendit la marque à Tyco Toys, dont la division jouets fut à son tour rachetée par Mattel en 1997, réunissant Matchbox avec son rival de longue date Hot Wheels sous la même bannière d'entreprise. Sous Mattel, le nom « Matchbox International Ltd. » a été mis aux oubliettes.
Le rachat par Mattel a été accueilli avec une appréhension considérablement négative par la communauté des collectionneurs Matchbox. La crainte que Mattel fusionne les deux marques ensemble étaient de mise.
La rivalité entre les marques Hot Wheels et Matchbox n’était pas seulement une bataille menée par les entreprises ; les collectionneurs de chacune des marques étaient convaincus des qualités de la marque de leur choix. Pour le collectionneur Matchbox typique, les Hot Wheels étaient inférieures en termes d'échelle, de réalisme et de choix de modèles, ce qui les rendait moins attirants. On craignait que Mattel impose une philosophie de style Hot Wheels à la gamme Matchbox ou intègre réellement la gamme Matchbox à la série Hot Wheels. Les premières inquiétudes de cette nature des collectionneurs ont été contrées par les assurances de Mattel selon lesquelles Matchbox continuerait à développer sa propre gamme de produits indépendamment de Hot Wheels, et qu'il était prévu que Matchbox représente des véhicules plus réalistes et traditionnels, tandis que les véhicules fantastiques seraient fermement placés dans le territoire de Hot Wheels. Pour démontrer ce dernier engagement, certains modèles Hot Wheels Caterpillar très réalistes ont été rebaptisés Matchbox, bien que cela n'ait pas apaisé les inquiétudes quant à la solidité de l'ancienne assurance.
En 2002, pour célébrer son 50e anniversaire, Sky Busters a fait son retour, mais avec Continental Airlines comme seule grande compagnie aérienne à sponsoriser le produit. En 2003, Matchbox a lancé une gamme de voitures en édition spéciale.
Rompant avec son engagement des années 1990, Mattel a presque entièrement réorganisé la gamme Matchbox en 2003, en introduisant Ultra Heroes, une série de véhicules fantastiques, dans le cadre du theme « Hero City ». Les collectionneurs de Matchbox ont été consternés par ce changement et le marché n'a pas réagi. Les ventes de véhicules Matchbox se sont rapidement effondrés et ce fut un échec total de la part du géant Mattel. Les jouets se sont révélés impopulaires, boudés des collectionneurs et la gamme a été rapidement interrompue et annulée. L'année suivante, Matchbox, avec une toute nouvelle équipe en charge basée à El Segundo, en Californie, a entamé un retour aux racines de l'entreprise en vendant des modèles réalistes et bien détaillés, dont la plupart étaient basés sur de vrais prototypes, bien que la plupart soient des voitures américaines, ou des marques bien connues sur le marché américain. La réapparition du logo Matchbox d'avant 2001, bien que sans ses guillemets classiques, a marqué le retour à la philosophie originale. Le géant Mattel va même jusqu'à s'excuser, admettre son erreur et promettre de corriger le tir rapidement.
Pour souligner le sérieux de l'entreprise et son engagement envers la marque, Mattel a présenté une nouvelle deuxième série 1-75, parallèle à la gamme standard, célébrant le « 35e anniversaire des Superfast ». Les modèles étaient emballés dans des blisters spécifiques au modèle contenant non seulement le modèle, mais également dans des boîtes individuelles « rétro » de style traditionnel, rappelant les boîtes Superfast des années 1970. Tous les moulages étaient des véhicules réalistes, et certains moulages de 1969 ont été refaits. La série était limitée en volume de production, vendue à un prix élevé et connut un grand succès. D'autres séries Superfast ont été lancées en 2005 et 2006, et se sont poursuivies à nouveau en 2019 et 2020. La série Superfast a ensuite été abandonnée pour 2021 et a été remplacée par la gamme similaire Matchbox Collector, qui sont des véhicules destinés aux collectionneurs dans un emballage rétro de style années 1950. Ces véhicules présentent des caractéristiques qui ne sont pas présentes sur les voitures standard, telles que des pièces ouvrantes et des roues en deux parties avec des pneus en caoutchouc, ainsi que des détails et des décorations accrus sur les voitures.
Également en 2005, certains moulages d'antan, qui avaient été publiés au cours de l'ère Tyco/au début de Mattel dans le cadre de la série "Muscle Car" de Matchbox Collectibles, ont été réédités dans un emballage rétro de style 1971 et des roues rétro sous le nom de Super Kings - considérés comme des Super Kings. Pour beaucoup, c'est un choix de nom étrange, puisque des modèles de cette nature s'appelaient Speed Kings dans les années 1970.
À la suite du fiasco de « Hero City » (le nom ayant été abandonné fin 2005 au profit de « MBX Metal »), Mattel s'est montré intéressé par la relance de la marque Matchbox. Cependant, depuis la fermeture de Matchbox Collectibles Inc., les intérêts de Mattel se sont toujours concentrés sur très peu de séries de l'héritage Matchbox : 1-75, Sky Busters, Convoys et, dans une certaine mesure, le concept Two Packs, bien que désormais vendu sous un autre nom. nom, Hitch 'n Haul. Bien qu'un petit nombre de Super Kings et Yesteryears aient parfois été publiés, aucun nouveau casting n'a été créé. Les Battle Kings sont réapparus sur le marché en 2006, non pas en tant que modèles King Size, mais plutôt en tant que nom d'ensembles de modèles de taille normale de style Two Pack à vocation militaire. Le nom Dinky a effectivement été réduit à quelques voitures Matchbox 1-75 « rebaptisées » sur le marché international (modèles normaux avec « Dinky » tampographié sur la plaque de base). Aucun investissement supplémentaire en matrices ou en outillage n’a été réalisé. Il semblait que la marque classique, une fois sauvée par Matchbox, serait laissée par Mattel languir ou mourir une fois de plus.
En 2007, Matchbox lance une nouvelle collection appelée Real Working Rigs, qui sont des camions détaillés avec des pièces mobiles et un peu plus gros que les modèles de base vendus dans les 1-75.
En 2009, la série Super convoys est lancé. Ce sont des camions semi-remorques à l'échelle 1/60.
En 2012, Mattel tente une seconde fois de rendre la gamme Matchbox plus attirante pour les enfants. Les décorations réalistes des modèles sont alors mis de coté pour faire place à des décorations beaucoup plus fantaisistes. La plupart des nouveaux modèles produit entre 2012 et 2018 suivront cette philosophie. Beaucoup de modèles très futuristes, hors-route et peu réalistes feront leur apparition. En 2014, la série Convoys et la série Real Working Rigs sont abandonnées. Certaines séries plus orientées collectionneurs demeureront épargnées et se vendront très rapidement, les quelques modèles réalistes dans les véhicules de base 1-75 aussi. La plupart des modèles seront impopulaires auprès des collectionneurs et l'entreprise aura du mal à vendre ses jouets, en plus de subir des problèmes de distribution majeurs dans sa chaine d'approvisionnement à travers le monde. Mattel a encore un fois perdu une manche.
En 2019, Matchbox retourne aux sources et le réalisme est de nouveau de la partie.
Elle lance également la gamme Moving Parts, qui sont des véhicules intégrant des fonctionnalités d'ouverture telles que des capots et des portes. Certains véhicules de la série rappellent les anciennes pièces moulées Lesney, comme la Volkswagen Type 3 et la Pontiac Grand Prix. Ces véhicules coûtent généralement deux fois le prix d’une voiture Matchbox standard.
En 2021, la gamme Real Working Rigs fait un retour dans la gamme et change de nom pour Working Rigs. Idem pour les Convoys.
La gamme Superfast fera également un retour. Avec plusieurs modèles et séries disponibles au fil des saisons. Elle changera de nom pour ''Matchbox Collectors'' à partir de 2021.
En 2021, Matchbox lance également la gamme ''Mattel Creations'', similaire au fameux Redline Club (RLC) de Hot Wheels, cette gamme vend des modèles plus détaillés que la gamme collectors et est exclusive aux membres abonnés. Le prix est également plus dispendieux (autour de 30$ USD par véhicule).

### Transition écologique
Le 15 avril 2021, Matchbox a annoncé qu'elle fabriquerait une Tesla Roadster à l'échelle 1:64 en 2022, composée à 99 % de matériaux recyclés (62,1 % de zinc recyclé, 1,0 % d'acier inoxydable et 36,9 % de plastique recyclé) et classée comme produit neutre en carbone. Cette décision a été prise dans le cadre d'un plan visant à rendre la marque plus durable sur le plan environnemental, et Matchbox s'est engagé à fabriquer toutes ses voitures et emballages à partir de matériaux 100 % recyclés d'ici 2030. Les premières voitures Matchbox dotées d'emballages recyclés seront l'assortiment Power Grabs. En outre, Matchbox a lancé un pack sur le thème des véhicules électriques comprenant une Nissan Leaf, une Toyota Prius, une BMW i3, une BMW i8 et un eStar international, et a également annoncé que des bornes de recharge pour véhicules électriques seraient présentes dans deux ensembles de jeu, afin d'encourager la conscience environnementale chez les enfants. La gamme de voitures ''moving parts'' fut la deuxième collection de véhicules faits en matériaux recyclés.
Matchbox compte produire tout ses modèles miniatures avec du métal recyclé et des emballages carbo-neutres d'ici 2035.